# Maria Immaculata von Bourbon-Sizilien (1874–1947)

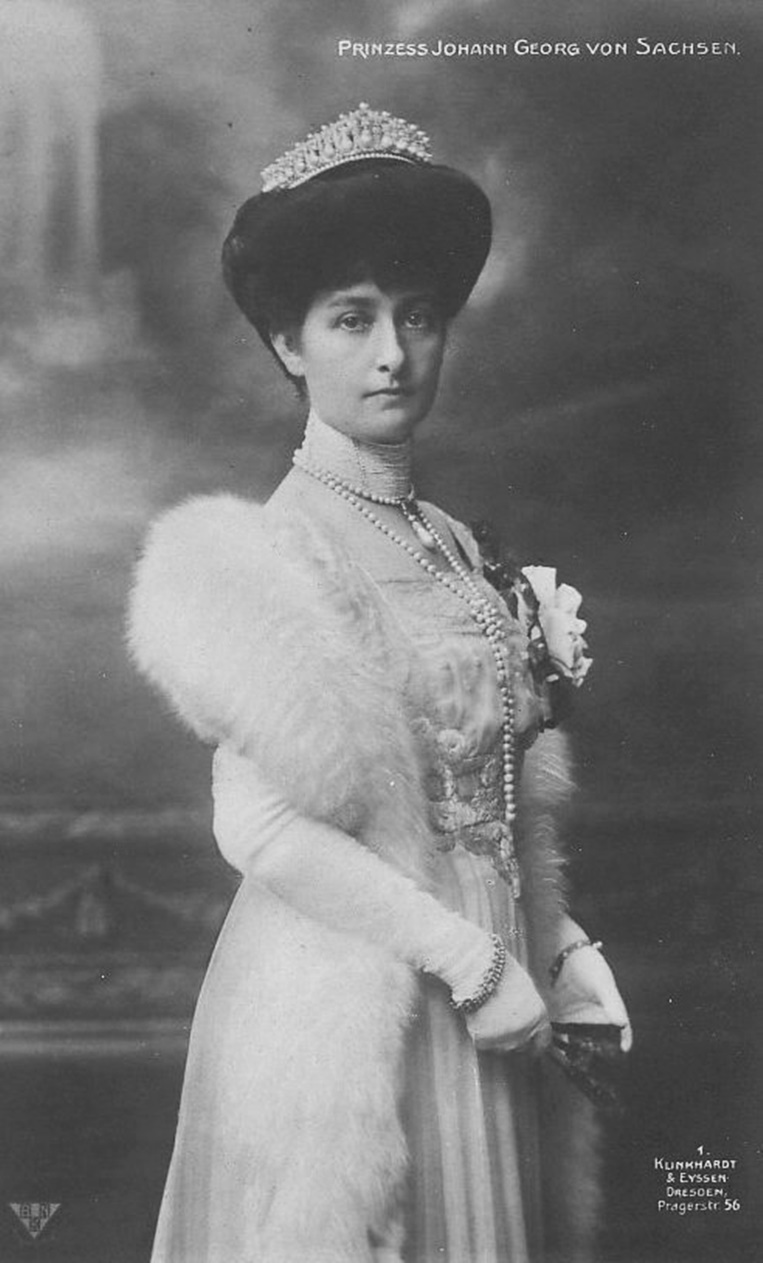
Maria Immaculata

Maria Immaculata Cristina Pia Isabella von Bourbon-Sizilien (vollständiger italienischer Name: Maria Immacolata Speranza Pia Teresa Cristina Filomena Lucia Anna Isabella Cecilia Apollonia Barbara Agnese Zenobia, Principessa di Borbone delle Due Sicilie) (* 30. Oktober 1874 in Cannes; † 28. November 1947 in Muri, Schweiz) war eine Prinzessin des Königreichs beider Sizilien.

## Herkunft

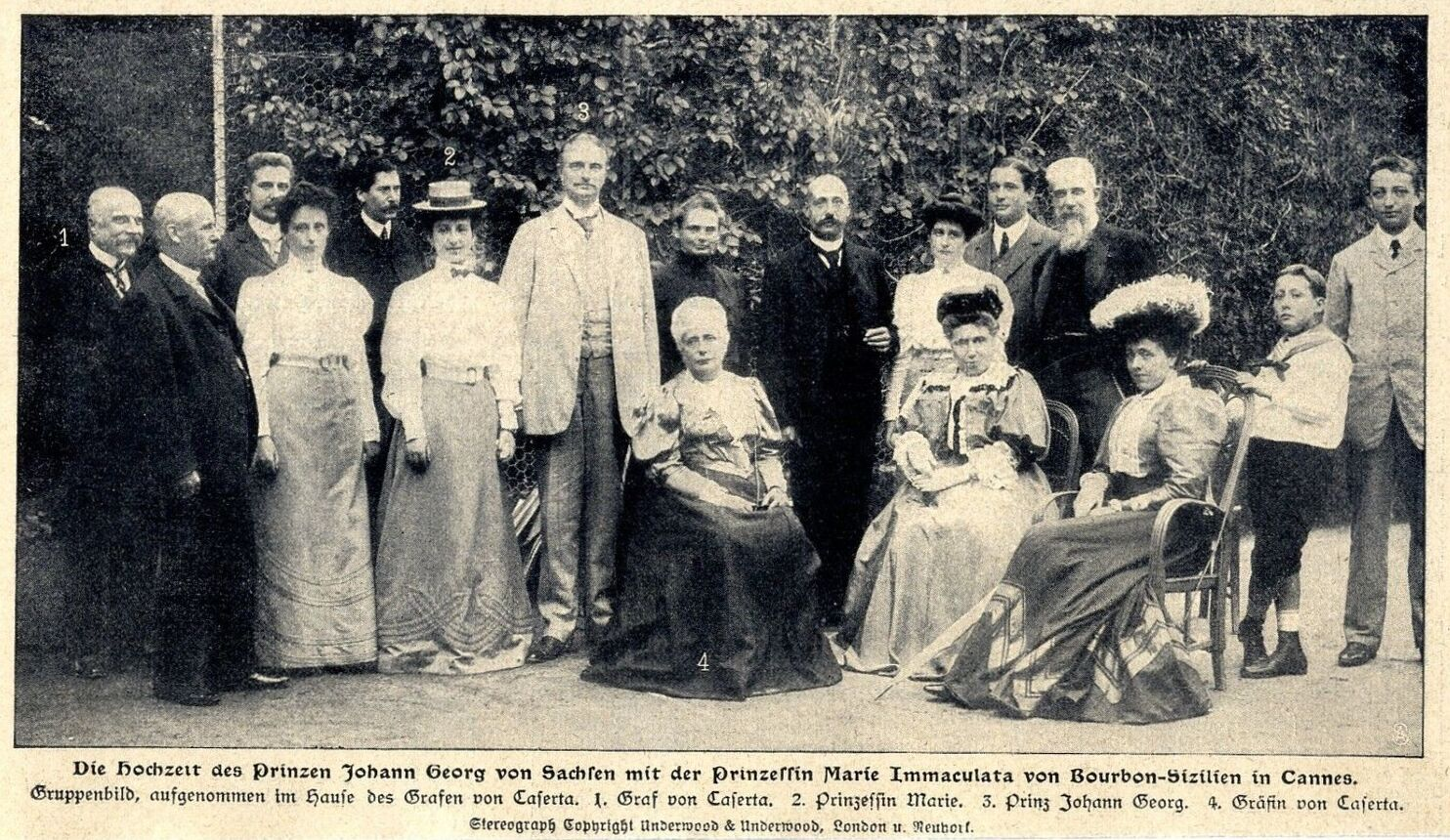
Hochzeit mit Johann Georg von Sachsen in Cannes (1906)

Maria Immaculata war die vierte Tochter des Prinzen Alfons Maria von Bourbon-Sizilien, Graf von Caserta (1841–1934) und seiner Ehefrau, der Prinzessin Maria Antonia von Bourbon-Sizilien (1851–1938).
Ihre Eltern waren Cousin und Cousine aus dem Haus Bourbon-Sizilien. Nach der Eingliederung des Königreichs beider Sizilien in das vereinigte Königreich Italien wurden die Mitglieder der Dynastie gezwungen, ihre Heimat zu verlassen und ins Exil zu gehen.
Der Vater der Prinzessin behielt aber den Titel eines rechtmäßigen Erben des Königreichs beider Sizilien und war von 1894 bis 1934 Oberhaupt des Hauses Bourbon-Sizilien.
Väterlicherseits war sie die Enkelin des Königs von Sizilien, Ferdinand II., und der Erzherzogin Maria Theresia von Österreich, Königin von Sizilien. Mütterlicherseits war sie die Enkelin des Prinzen Francisco von Bourbon-Sizilien, Graf von Trapani (1827–1892) und der Erzherzogin Maria Isabella von Österreich-Toskana (1834–1901).
Zusammen mit ihren Schwestern wurde sie am Collège de Bourbon in Aix-en-Provence ausgebildet.

## Ehe und Leben

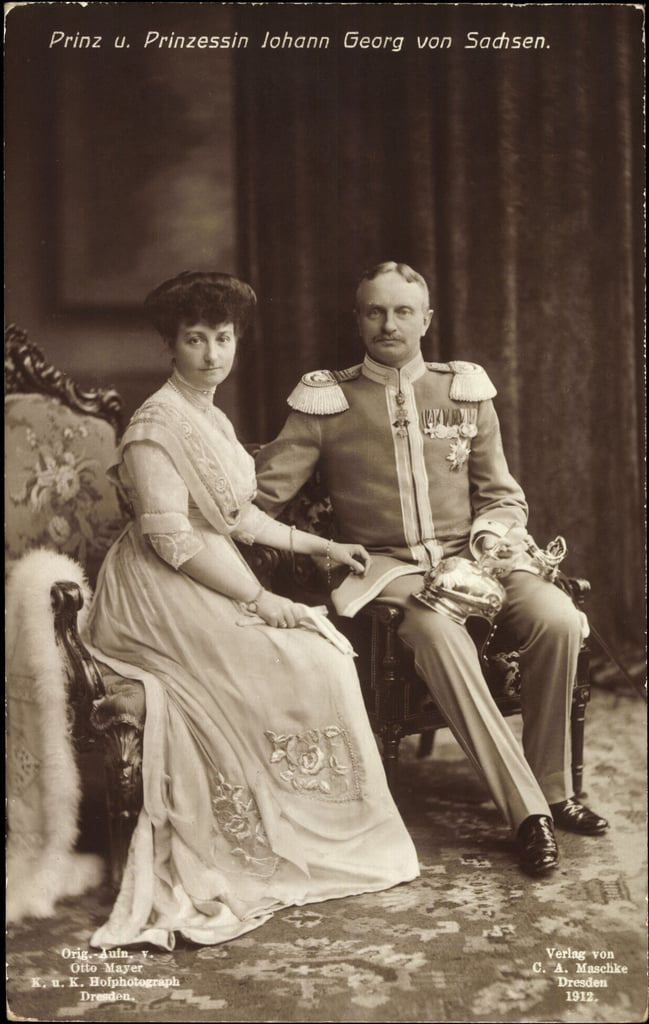
Prinzessin Maria Immaculata und ihr Ehemann Prinz Johann Georg von Sachsen

An ihrem 32. Geburtstag heiratete Maria Immaculata den 37-jährigen Prinzen Johann Georg von Sachsen (1869–1938), Sohn des Königs Georg von Sachsen (1832–1904) und dessen Ehefrau Maria Anna von Portugal (1843–1884).
Der Bräutigam war ein kinderloser Witwer und der jüngere Bruder des regierenden Königs von Sachsen, Friedrich August III. von Sachsen (1865–1932). Johann Georg liebte es zu reisen und war ein ausgewiesener Kunstexperte und leidenschaftlicher Sammler. Die Hochzeit fand am 30. Oktober 1906 in Cannes statt. Das Paar hatte keine Kinder. Bis 1917 lebte das Paar auf Schloss Weesenstein im Müglitztal bei Dresden, wo Johann Georgs Großvater, König Johann von Sachsen (1801–1873),
unter dem Pseudonym Philalethes Dantes Göttliche Komödie ins Deutsche übersetzt hatte. Danach zog das Ehepaar nach Freiburg im Breisgau in die Villa Tannenhof in der Mercystraße 6, jetzt Teil des Loretto-Krankenhauses.
Die Prinzessin Maria Immaculata von Bourbon hat sich neben den Hauslehrern auch um die Erziehung ihrer Nichten und Neffen, der sechs Kinder ihres Schwagers, des sächsischen Königs Friedrich August III., bemüht, die ohne ihre Mutter aufwuchsen.
Vom Besuch des Kaiserpaars Kaiser Karl I. (1887–1922) und der Kaiserin Zita (1892–1989) im Jahr 1917 in Dresden gibt es ein Foto, das die Prinzessin Maria Immaculata von Sachsen mit der Kaiserin im offenen Wagen zeigt.
Im Jahr 1921 hat Prinzessin Maria Immaculata von Sachsen das Haus HohenEichen in Dresden-Hosterwitz gestiftet. Sie erwarb das Haus mit einem großen Garten und schenkte es der Gesellschaft Jesu. Das Haus ist seitdem Sitz der Dresdner Ordensmission der Jesuiten.
Im Jahr 1926 hat sie in Freiburg im Breisgau das „Frauenhilfswerk für Priesterberufe“ gegründet, das heute als Päpstliches Werk für geistliche Berufe (PWB) weiter besteht.
Prinz Johann Georg starb am 24. November 1938 in Altshausen und wurde in der Neuen Gruft der Katholischen Hofkirche in Dresden beigesetzt. Prinzessin Maria Immaculata von Sachsen starb am 28. November 1947 in Muri, Schweiz und konnte auf Grund der politischen Verhältnisse nicht in der Katholischen Hofkirche in Dresden beigesetzt werden, siehe Wettiner-Gruft. Die Beisetzung erfolgte in der Hedinger Kirche in Sigmaringen.

## Titel und Anrede
- 30. Oktober 1874 – 30. Oktober 1906: Ihre Königliche Hoheit Prinzessin Maria Immaculata von Bourbon-Sizilien
- 30. Oktober 1906 – 28. November 1947: Ihre Königliche Hoheit Prinzessin Maria Immaculata von Sachsen, Herzogin zu Sachsen, Prinzessin von Bourbon-Sizilien.

## Orden
- Theresienorden (Bayern)
- Orden der Heiligen Elisabeth (Bayern)
- Orden vom Sternkreuz (Österreich)